# Persone di nome Francesco/Vescovi cattolici
| Questa pagina contiene informazioni ricavate automaticamente dalle voci biografiche con l'ausilio del template Bio e di un bot. L'aggiornamento è periodico e automatico e ricostruisce completamente la pagina. Se manca una persona in questa lista, sei pregato di non aggiungerla, ma accertati piuttosto che la sua voce biografica contenga il template Bio e che i dati anagrafici siano correttamente compilati. Se il template Bio manca, inseriscilo tu stesso o, in alternativa, metti l'avviso {{tmp\|Bio}} che ne segnala la mancanza. Se i dati riportati sono sbagliati, correggi direttamente la voce biografica; le modifiche saranno visibili in questa lista entro pochi giorni. Per chiarimenti vedi il progetto antroponimi. La lista contiene solo le 124 persone che sono citate nell'enciclopedia e per le quali è stato implementato correttamente il template Bio. Pagina aggiornata al 22 lug 2025. |

Questa è una lista di persone presenti nell'enciclopedia che hanno il nome Francesco e sono vescovi cattolici.

## A(7)
- Francesco Agnifili, vescovo cattolico italiano (L'Aquila, † 1476)
- Francesco Alberti Poja, vescovo cattolico italiano (Trento, n. 1610 - Trento, † 1689)
- Francesco Felice Alberti di Enno, vescovo cattolico italiano (Trento, n. 1701 - Trento, † 1762)
- Francesco Amadio, vescovo cattolico italiano (Montedinove, n. 1913 - Ascoli Piceno, † 2000)
- Francesco Ansaldo Teloni, vescovo cattolico italiano (Treia, n. 1760 - Macerata, † 1846)
- Francesco Arcudi, vescovo cattolico italiano (Soleto, n. 1596 - Nusco, † 1641)
- Francesco Aregazzi, vescovo cattolico italiano (Cremona, n. 1375 - Bergamo, † 1437)

## B(13)
- Francesco Baccari, vescovo cattolico italiano (Capracotta, n. 1679 - Cerreto Sannita, † 1736)
- Francesco Barozzi, vescovo cattolico e umanista italiano (Treviso, † 1471)
- Francesco Maria Barzellotti, vescovo cattolico italiano (Piancastagnaio, n. 1782 - Piancastagnaio, † 1861)
- Francesco Bellanti, vescovo cattolico italiano (Siena - Siena, † 1417)
- Francesco Beltramini, vescovo cattolico italiano (Colle di Val d'Elsa, n. 1522 - Terracina, † 1575)
- Francesco Bertoglio, vescovo cattolico italiano (Magenta, n. 1900 - Milano, † 1977)
- Francesco Beschi, vescovo cattolico italiano (Brescia, n. 1951)
- Francesco Biasin, vescovo cattolico e missionario italiano (Terrassa Padovana, n. 1943)
- Francesco Bonesana, vescovo cattolico italiano (Milano, n. 1649 - Balerna, † 1709)
- Francesco Antonio Boscaroli, vescovo cattolico e teologo italiano (Legnago, n. 1627 - † 1679)
- Francesco Bossi, vescovo cattolico italiano (Milano, n. 1525 - Novara, † 1584)
- Francesco Bruni, vescovo cattolico italiano (Bisceglie, n. 1802 - Lecce, † 1863)
- Francesco Saverio Buonomo, vescovo cattolico italiano (Gaeta, n. 1748 - Gaeta, † 1827)

## C(15)
- Francesco Cantucci, vescovo cattolico italiano (Perugia - Loreto, † 1586)
- Tarcisio Carboni, vescovo cattolico italiano (Ortezzano, n. 1923 - Recanati, † 1995)
- Francesco Carducci, vescovo cattolico e letterato italiano (Roma, n. 1610 - Roma, † 1654)
- Francesco Saverio Caruana, vescovo cattolico e patriota maltese (Żebbuġ, n. 1759 - Mdina, † 1847)
- Francesco Caruso, vescovo cattolico e poeta italiano (Bisaccia - Sulmona, † 1593)
- Francesco Cattani da Diacceto, vescovo cattolico e teologo italiano (Firenze, n. 1531 - Firenze, † 1595)
- Francesco Cavina, vescovo cattolico italiano (Faenza, n. 1955)
- Francesco Certo, vescovo cattolico italiano (Condrò, n. 1849 - Pace del Mela, † 1911)
- Francesco Cherubin, vescovo cattolico italiano (Venezia, n. 1838 - Feltre, † 1910)
- Francesco Chiarchiaro, vescovo cattolico italiano (Palazzo Adriano, n. 1748 - Palazzo Adriano, † 1834)
- Francesco Chieregati, vescovo cattolico italiano (Vicenza, n. 1479 - Bologna, † 1539)
- Francesco Ciceri, vescovo cattolico italiano (Villalbese, n. 1848 - Pavia, † 1924)
- Francesco Cittadini, vescovo cattolico italiano (Milano - Milano)
- Francesco Cogoni, vescovo cattolico italiano (Quartu Sant'Elena, n. 1894 - Ozieri, † 1980)
- Francesco Maria Coppola, vescovo cattolico italiano (Nicotera, n. 1773 - Oppido Mamertina, † 1851)

## D(7)
- Francesco d'Afflitto, vescovo cattolico italiano (Scala, † 1593)
- Francesco Agostino Dalla Chiesa, vescovo cattolico italiano (Torino, n. 1717 - Vigevano, † 1755)
- Francesco De Pietro, vescovo cattolico italiano (Napoli, n. 1844 - Napoli, † 1934)
- Francesco Scipione Dondi dall'Orologio, vescovo cattolico italiano (Padova, n. 1756 - Padova, † 1819)
- Francesco Maria d'Este, vescovo cattolico italiano (Venezia, n. 1743 - Reggio Emilia, † 1821)
- Francesco de Lignamine, vescovo cattolico e umanista italiano (Padova - Roma, † 1462)
- Francesco di Biondo, vescovo cattolico italiano (Firenze - † 1448)

## E(1)
- Francesco Eroli, vescovo cattolico italiano († 1540)

## F(5)
- Francesco Focardi, vescovo cattolico e missionario italiano (Rignano sull'Arno, n. 1949 - Santa Cruz de la Sierra, † 2022)
- Francesco Saverio Fontana, vescovo cattolico italiano (Gioia del Colle, n. 1667 - Sant'Angelo Le Fratte, † 1736)
- Francesco di Waldeck, vescovo cattolico tedesco (Castello di Sparrenberg, n. 1491 - Münster, † 1553)
- Francesco di Sales, vescovo cattolico francese (Thorens-Glières, n. 1567 - Lione, † 1622)
- Francesco Maria Franco, vescovo cattolico italiano (San Damiano d'Asti, n. 1877 - San Damiano d'Asti, † 1968)

## G(11)
- Francesco Galli dei Piacentini, vescovo cattolico italiano († 1408)
- Francesco Antonio Gallo, vescovo cattolico e nobile italiano (Laterza, n. 1611 - Bitonto, † 1685)
- Francesco Gallo, vescovo cattolico italiano (Torre Annunziata, n. 1810 - † 1896)
- Francesco Giani, vescovo cattolico italiano (Novate Mezzola, n. 1641 - Vienna, † 1702)
- Francesco Giberti, vescovo cattolico italiano (Modena, n. 1890 - Fidenza, † 1952)
- Francesco Gisulfo e Osorio, vescovo cattolico italiano (Palermo, n. 1602 - † 1664)
- Francesco Gonzaga, vescovo cattolico italiano (Mantova, n. 1603 - Nola, † 1673)
- Francesco Granata, vescovo cattolico italiano (Capua, n. 1701 - Sessa Aurunca, † 1771)
- Francesco Andrea Grassi, vescovo cattolico italiano (Chioggia, n. 1661 - † 1712)
- Francesco Antonio Grillo, vescovo cattolico italiano (Sant'Agata del Bianco, n. 1744 - Napoli, † 1804)
- Francesco Saverio Gualtieri, vescovo cattolico italiano (Lucoli, n. 1740 - Caserta, † 1831)

## I(3)
- Francesco Iavarone, vescovo cattolico, teologo e archeologo italiano (Napoli, n. 1788 - Sant'Agata de' Goti, † 1854)
- Francesco Icheri di Malabaila, vescovo cattolico italiano (Bra, n. 1784 - Casale Monferrato, † 1845)
- Francesco Isola, vescovo cattolico italiano (Montenars, n. 1850 - Montenars, † 1926)

## L(5)
- Francesco Lambiasi, vescovo cattolico italiano (Bassiano, n. 1947)
- Francesco Lante, vescovo cattolico italiano (Pisa - Cremona, † 1405)
- Francesco Fulgenzio Lazzati, vescovo cattolico italiano (Cerro Maggiore, n. 1882 - Mogadiscio, † 1932)
- Francesco Liparuli, vescovo cattolico e giurista italiano (Massa Lubrense, n. 1545 - Capri, † 1608)
- Francesco Maria Loyero, vescovo cattolico e letterato italiano (Badolato, n. 1676 - Nicastro, † 1736)

## M(14)
- Francesco Magani, vescovo cattolico italiano (Pavia, n. 1828 - Parma, † 1907)
- Francesco Manenti, vescovo cattolico italiano (Sergnano, n. 1951)
- Francesco Manin, vescovo cattolico e conte italiano (Maniago, n. 1541 - † 1619)
- Francesco Marerio, vescovo cattolico italiano († 1449)
- Francesco Maria Rini, vescovo cattolico italiano (Polizzi Generosa, n. 1624 - Agrigento, † 1696)
- Francesco Marino, vescovo cattolico italiano (Cesa, n. 1955)
- Francesco Mazzuoli, vescovo cattolico italiano (Città della Pieve, n. 1811 - † 1890)
- Francesco Megale, vescovo cattolico italiano (San Mauro, n. 1615 - Isola, † 1681)
- Francesco Miccichè, vescovo cattolico italiano (San Giuseppe Jato, n. 1943)
- Francesco Milito, vescovo cattolico italiano (Rossano, n. 1948)
- Francesco Monaco, vescovo cattolico italiano (Agira, n. 1898 - Catania, † 1986)
- Francesco Monaldeschi, vescovo cattolico italiano (Bagnorea - Firenze, † 1301)
- Francesco Antonio Mondelli, vescovo cattolico italiano (Roma, n. 1756 - Città di Castello, † 1825)
- Francesco Morozzo, vescovo cattolico italiano (Mondovì - † 1380)

## N(1)
- Francesco Nori, vescovo cattolico e letterato italiano (Firenze, n. 1565 - San Miniato, † 1631)

## O(2)
- Francesco Onofrio Odierna, vescovo cattolico italiano (Napoli, n. 1644 - Napoli, † 1736)
- Francesco Oliva, vescovo cattolico italiano (Papasidero, n. 1951)

## P(9)
- Francesco Panigarola, vescovo cattolico e predicatore italiano (Milano, n. 1548 - Asti, † 1594)
- Francesco Pennisi, vescovo cattolico italiano (Pedara, n. 1898 - Pedara, † 1974)
- Francesco Saverio Petagna, vescovo cattolico italiano (Napoli, n. 1812 - Castellammare di Stabia, † 1878)
- Francesco Pettorelli Lalatta, vescovo cattolico italiano (Parma, n. 1712 - Parma, † 1788)
- Francesco Piazza, vescovo cattolico italiano (Forlì, n. 1707 - Forlì, † 1769)
- Francesco Picarelli, vescovo cattolico italiano (Sarnano, n. 1631 - † 1708)
- Francesco Piccolomini, vescovo cattolico italiano (Siena)
- Francesco Pieri, vescovo cattolico italiano (Acquapendente, n. 1902 - Acquapendente, † 1961)
- Francesco Polesini, vescovo cattolico italiano (Montona, n. 1729 - Parenzo, † 1819)

## R(9)
- Francesco Pietro Raccamarich, vescovo cattolico e nobile dalmata (Pago, n. 1744 - † 1815)
- Francesco Ragusa, vescovo cattolico italiano (Palermo, n. 1819 - Trapani, † 1895)
- Francesco Maria Raiti, vescovo cattolico italiano (Linguaglossa, n. 1864 - † 1932)
- Francesco Ramponi, vescovo cattolico italiano († 1349)
- Francesco Guido Ravinale, vescovo cattolico italiano (Biella, n. 1943)
- Francesco Ravizza, vescovo cattolico, diplomatico e archivista italiano (Orvieto, n. 1615 - Roma, † 1675)
- Francesco Riario-Sforza, vescovo cattolico italiano (Imola, n. 1487 - Lucca, † 1546)
- Francesco Ricceri, vescovo cattolico italiano (Biancavilla, n. 1903 - Biancavilla, † 1980)
- Francesco Rossi, vescovo cattolico italiano (Milano, n. 1903 - Milano, † 1972)

## S(9)
- Francesco Sabbia, vescovo cattolico italiano (Milano, n. 1814 - Crema, † 1893)
- Francesco Saverio Salerno, vescovo cattolico italiano (Caserta, n. 1928 - Roma, † 2017)
- Francesco Pio Santi, vescovo cattolico italiano (Roccalbegna, n. 1740 - Pienza, † 1799)
- Francesco Savino, vescovo cattolico italiano (Bitonto, n. 1954)
- Francesco Sgalambro, vescovo cattolico italiano (Lentini, n. 1934 - Messina, † 2016)
- Francesco Silvestri, vescovo cattolico italiano (Cingoli - † 1341)
- Francesco Bernardino Simonetta, vescovo cattolico italiano (Perugia, † 1550)
- Francesco Antonio Soddu, vescovo cattolico italiano (Chiaramonti, n. 1959)
- Francesco Strani, vescovo cattolico italiano (Bibbiena, n. 1780 - Massa, † 1855)

## T(6)
- Francesco Maria Tansi, vescovo cattolico italiano (Matera, n. 1668 - Teramo, † 1723)
- Francesco Tommasiello, vescovo cattolico italiano (Solopaca, n. 1934 - Roma, † 2005)
- Francesco Tortora, vescovo cattolico italiano (Trecase, n. 1915 - † 1988)
- Francesco Maria Traina, vescovo cattolico italiano (Castronovo di Sicilia, n. 1838 - Patti, † 1911)
- Francesco Trevisan Suarez, vescovo cattolico italiano (Venezia, n. 1687 - Venezia, † 1769)
- Francesco Trevisan, vescovo cattolico italiano (Venezia, n. 1658 - Verona, † 1732)

## V(5)
- Francesco Vanni, vescovo cattolico italiano (Palermo, n. 1730 - Palermo, † 1803)
- Francesco Vincenti, vescovo cattolico italiano (Livorno, n. 1737 - Pescia, † 1803)
- Francesco Visconti, vescovo cattolico italiano (Milano - Cremona, † 1681)
- Francesco Antonio Visocchi, vescovo cattolico italiano (Atina, n. 1766 - Gallipoli, † 1833)
- Francesco Vitale da Noja, vescovo cattolico italiano (Puglia - Valencia, † 1492)

## Z(2)
- Francesco Zerrillo, vescovo cattolico italiano (Reino, n. 1931 - Reino, † 2022)
- Francesco Maria Zoppi, vescovo cattolico italiano (Cannobio, n. 1765 - Cannobio, † 1841)